# Compañía de Talleres Industriales de Transportes y Afines
La Compañía de Talleres Industriales de Transportes y Afines (CATITA) fue una empresa argentina fabricante de tranvías fundada en 1932. En su apogeo durante los años dorados de los tranvías en la ciudad de Buenos Aires, la compañía empleaba a unas 2 000 personas y se dedicaba a diversas áreas de fabricación fuera de la producción de material rodante.
CATITA suministraba tranvías y otros vehículos a las ciudades de Buenos Aires y Asunción, donde permanecieron en servicio durante muchos años.

## CATITA Imperial
El CATITA Imperial era un tranvía de dos pisos basado en el CATITA PCC de un piso, fabricado también por la empresa. El tranvía tenía 11 metros de longitud, 2,47 metros de ancho y 4,72 metros de altura, pesaba más de 20 toneladas y tenía capacidad para 70 pasajeros sentados. En lugar de tener una sola escalera para acceder a la cubierta superior, el imperial tenía dos escaleras, lo que también significaba que sólo había asientos para 20 personas en la parte superior.
El tranvía se fabricó a partir de 1942, sin embargo sólo estuvo en servicio durante unos 10 años ya que la feroz competencia de los viajes en autobús en Buenos Aires hizo que hubiera una menor demanda de tranvías de alta capacidad de este tipo. Durante su tiempo de servicio, se limitó a las líneas que corrían cerca del centro de la ciudad, ya que su gran altura hacía que no fuera apto para pasar con seguridad por debajo de ciertos puentes, túneles y pasos subterráneos.